# شاطئ أمبان
شاطئ أمبان (بالإندونيسية: Pantai Amban) هو شاطئ يقع على إلى الشمال الشرقي لشبه جزيرة الطيور في مقاطعة بابوا في إندونيسيا، كما يقع الشاطئ على بعد 3 كيلومترات (1.9 ميل) إلى الشمال من قرية أمبان وعلى بعد 7 كيلومترات (4.3 ميل) إلى الشمال من مدينة مانوكواري. الشاطئ محاط بالغابات الاستوائية والمستنقعات. يعد الشاطئ الرملي الأسود مكانًا بارزًا لركوب الأمواج.